# Dichrogaster schimitscheki
Dichrogaster schimitscheki är en stekelart som först beskrevs av Josef Fahringer 1935.  Dichrogaster schimitscheki ingår i släktet Dichrogaster och familjen brokparasitsteklar. Arten är reproducerande i Sverige. Utöver nominatformen finns också underarten D. s. nearctica.